# 사라야마촌
사라야마촌(佐良山村)은 오카야마현 구메군에 있던 촌이다. 현재의 쓰야마시의 일부에 해당한다.

## 역사
- 1889년 6월 1일 - 정촌제 시행에 의해 구메난조군 사라야마촌이 성립하였다.
- 1900년 4월 1일 - 구메호쿠조군과 합병해 구메군이 되었다.
- 1901년 4월 1일 - 오아자 오타니가 후쿠오카촌에 편입되었다.
- 1940년 2월 11일 - 도마타군 히가시토마다촌과 함께 쓰야마시에 편입되었다.

## 교통

### 철도
- 철도성
  - 쓰야마선

### 도로
- 국도 제53호선
- 국도 제179호선
- 국도 제429호선

## 참고문헌
- 和泉橋警察署 『新旧対照市町村一覧』第2冊（東京：加藤孫次郎, 1889（明22））
- 地名編纂委員会 『角川日本地名大辞典33 岡山県』（角川学芸出版, 1989, ISBN 4040013301）